# Правобережненское сельское поселение
Правобережненское се́льское поселе́ние — муниципальное образование в Грозненском районе Чечни Российской Федерации.
Административный центр — село Правобережное.

## История
Статус и границы сельского поселения установлены Законом Чеченской Республики от 20 февраля 2009 года № 12-РЗ «Об образовании муниципального образования Грозненский район и муниципальных образований, входящих в его состав, установлении их границ и наделении их соответствующим статусом муниципального района и сельского поселения».

## Население
| 2010  | 2012  | 2013  | 2014  | 2015  | 2016  | 2017  |
| ----- | ----- | ----- | ----- | ----- | ----- | ----- |
| 3768  | ↗3811 | ↗3833 | ↗3855 | ↗3875 | ↗3957 | ↗3997 |
| 2018  | 2019  | 2020  | 2021  | 2023  | 2024  |       |
| ↗4041 | ↗4056 | ↗4115 | ↗4318 | ↗4362 | ↗4399 |       |

## Состав сельского поселения
| № | Населённый пункт | Тип населённого пункта       | Население |
| - | ---------------- | ---------------------------- | --------- |
| 1 | Газгородок       | село                         | ↗1499     |
| 2 | Правобережное    | село, административный центр | ↗2269     |